# Windham (Connecticut)
Windham és una població dels Estats Units a l'estat de Connecticut. Segons el cens del 2005 tenia 23.503 habitants.

## Demografia
Segons el cens del 2000, Windham tenia 22.857 habitants, 8.342 habitatges, i 5.088 famílies. La densitat de població era de 326 habitants/km².
Dels 8.342 habitatges en un 30,1% hi vivien nens de menys de 18 anys, en un 39,4% hi vivien parelles casades, en un 16,8% dones solteres, i en un 39% no eren unitats familiars. En el 29,8% dels habitatges hi vivien persones soles l'11,2% de les quals corresponia a persones de 65 anys o més que vivien soles. El nombre mitjà de persones vivint en cada habitatge era de 2,47 i el nombre mitjà de persones que vivien en cada família era de 3,05.
Per edats la població es repartia de la següent manera: un 23% tenia menys de 18 anys, un 18,1% entre 18 i 24, un 27,2% entre 25 i 44, un 19,1% de 45 a 60 i un 12,6% 65 anys o més.
L'edat mediana era de 31 anys. Per cada 100 dones de 18 o més anys hi havia 90 homes.
La renda mediana per habitatge era de 35.087 $ i la renda mediana per família de 42.023 $. Els homes tenien una renda mediana de 32.742 $ mentre que les dones 25.703 $. La renda per capita de la població era de 16.978 $. Aproximadament el 12,7% de les famílies i el 17,5% de la població estaven per davall del llindar de pobresa.